# 46-й пикирующий бомбардировочный авиационный полк
46-й пикирующий бомбардировочный авиационный полк, он же 46-й скоростной бомбардировочный авиационный полк и 46-й ближнебомбардировочный авиационный полк — воинское подразделение вооружённых СССР в Великой Отечественной войне.

## История
Полк формировался в апреле 1938 года в Смоленске из нескольких отдельных эскадрилий как 31-й скоростной бомбардировочный авиационный полк. Поначалу на вооружении полка состояли самолёты Р-5 и Р-6, в мае 1938 года получил первые 12 СБ.
В составе действующей армии с 22 июня 1941 по 14 июля 1941, с 10 октября 1941 по 18 мая 1942 и с 22 октября 1942 по 18 марта 1943 года.
Перед началом войны дислоцировался в Шяуляе, уже 21 июня 1941 года перелетел на полевой аэродром Гурджяй, имея в составе 61 СБ и Ар-2, в том числе 11 неисправных. Первый боевой вылет совершил утром 22 июня 1941 года по войскам противника, переправлявшимся через Неман. Только за 22 июня 1941 года полк потерял 20 самолётов, из них 10 — на земле.
Из спецсообщения 3-го Управления НКО № 2/35552 от 28 июня 1941 года :
«Основные потери [7-й авиадивизии] относятся к 46-му СБАП и объясняются неорганизованностью и растерянностью со стороны командира полка майора Сенькова М.И. и начальника штаба подполковника Канунова, привёдшим при первом налёте противника весь личный состав в паническое состояние. За 22 июня 46-й СБАП потерял 20 самолётов, из которых 10 были уничтожены при налёте противника на Шауляйском аэродроме, а остальные сбиты при выполнении боевых заданий по бомбардировке войск противника в районе Тильзит и ст. Киллен. Три девятки самолётов 46-го СБАП на выполнение боевых задач были выпущены без сопровождения своих истребителей. Посты наблюдения были не организованы, связи с ними штаб полка никакой не имел и не знал о их существовании».
В 2 часа дня 22 июня 1941 года полк перебазировался на аэродром Румбула под Ригой.
23 июня 1941 года 17 самолётов вылетели на бомбардировку Инстербурга и Гумбинена. На аэродром не вернулся ни один самолёт, все были сбиты истребителями противника. В том числе пропал без вести командир полка майор Сеньков Михаил Иванович, два командира эскадрилий и другие наиболее опытные лётчики.
Полк фактически остался без руководства (хотя, видимо, был назначен новый командир) и на следующий день полк перелетел в Опочку. В связи с этим был предан суду начальник штаба полка подполковник Канунов.
Приговор № 0018 Военного трибунала Северо-Западного фронта, 10 июля 1941 г.:
«… Подсудимый Канунов, являясь начальником штаба 46-го скоростного бомбардировочного полка, 24 июня 1941 года, не имея никаких приказаний и оснований к перебазированию авиаполка и 127-й авиабазы, после налёта и бомбёжки вражеских самолётов на Ригу, находящуюся в 8 километрах от месторасположения части и базы, доложил командиру полка майору Зайцеву о необходимости перебазировать полк и базу и, не выполнив приказания командира полка Зайцева о проверке и уточнении наличия приказа вышестоящего командования о передислоцировании, отдал приказание об отправлении наземного эшелона авиаполка и авиабазы в Опочку. Кроме того, сам подсудимый, не дождавшись отправки эшелонов, улетел, сев на трёхместный самолёт пятым человеком. В результате невыполнения приказания командира полка и проявленного Кануновым паникёрства были брошены часть имущества авиабазы и полка: горючее, вооружение, боеприпасы и знамя полка, которое впоследствии было найдено. Вследствие этого же отданный в этот день боевой приказ командира дивизии о вылете самолётов полка для выполнения боевого задания остался невыполненным … Канунова Василия Яковлевича по совокупности совершённых им преступлений, на основании ст. 193-2 п. „д“ УК РСФСР, подвергнуть высшей мере уголовного наказания — расстрелу, без конфискации имущества за отсутствием такового. Приговор окончательный и обжалованию не подлежит.»
В последующие дни немногочисленными сохранившимися самолётами производились вылеты в Прибалтику, в том числе на бомбардировку уже занятого немцами бывшего полкового аэродрома Шяуляй. В середине июля 1941 года полк, оставшись без самолётов, отведён на переформирование в Краснодон, вооружён самолётами Пе-2.
В процессе переформирования часть личного состава была передана в 46-й «Б» бомбардировочный авиационный полк, который вскоре стал именоваться 603-м ближнебомбардировочным авиаполком.
С 10 октября 1941 года полк, базируясь во Внуково, совершает разведывательные и бомбардировочные полёты под Москвой. 24 октября 1941 года принял уцелевшие Пе-2 от 321-го бомбардировочного полка, ведёт боевые действия под Москвой, а в дальнейшем с наступлением, действовал в районе западнее Юхнова.
В марте 1942 года выведен в резерв, сначала во фронтовой, а затем вообще отправлен в тыл на формирование и укомплектование.
Вновь поступил в действующую армию в составе 263-й бомбардировочной авиационной дивизии 22 октября 1942 года, действовал в интересах Калининского фронта.
29 января 1942 года прибыл в составе корпуса в оперативное подчинение 14-й воздушной армии Волховского фронта, базируясь близ Замостье, совершает вылеты в поддержку войск 54-й армии (Любань, Мясной Бор, Смердынь, Ушаки и близлежащие районы). 20 февраля 1943 года убыл на Северо-Западный фронт.
18 марта 1943 года преобразован в 80-й гвардейский бомбардировочный авиационный полк.

## Подчинение
| Дата            | Фронт (округ)         | Армия                | Корпус                                  | Дивизия                                    | Примечания                                                       |
| --------------- | --------------------- | -------------------- | --------------------------------------- | ------------------------------------------ | ---------------------------------------------------------------- |
| 22.06.1941 года | Северо-Западный фронт | -                    | -                                       | 7-я смешанная авиационная дивизия          | -                                                                |
| 01.07.1941 года | Северо-Западный фронт | -                    | -                                       | 7-я смешанная авиационная дивизия          | -                                                                |
| 10.07.1941 года | Северо-Западный фронт | -                    | -                                       | 7-я смешанная авиационная дивизия          | -                                                                |
| 01.08.1941 года | -                     | -                    | -                                       | -                                          | данных нет, на переформировании                                  |
| 01.09.1941 года | -                     | -                    | -                                       | -                                          | данных нет, на переформировании                                  |
| 01.10.1941 года | -                     | -                    | -                                       | -                                          | данных нет, на переформировании                                  |
| 01.11.1941 года | Западный фронт        | -                    | -                                       | 77-я смешанная авиационная дивизия         | -                                                                |
| 01.12.1941 года | Западный фронт        | -                    | -                                       | 77-я смешанная авиационная дивизия         | -                                                                |
| 01.01.1942 года | Западный фронт        | -                    | -                                       | 77-я смешанная авиационная дивизия         | -                                                                |
| 01.02.1942 года | Западный фронт        | -                    | -                                       | -                                          | -                                                                |
| 01.03.1942 года | Западный фронт        | 49-я армия           | -                                       | -                                          | -                                                                |
| 01.04.1942 года | Западный фронт        | -                    | -                                       | -                                          | на укомплектовании                                               |
| 01.05.1942 года | Западный фронт        | -                    | -                                       | -                                          | на укомплектовании                                               |
| 01.06.1942 года | Резерв Ставки ВГК     | -                    | -                                       | -                                          | на формировании и укомплектовании                                |
| 01.07.1942 года | Забайкальский фронт   | -                    | -                                       | -                                          | на формировании и укомплектовании                                |
| 01.08.1942 года | Забайкальский фронт   | -                    | -                                       | -                                          | на формировании и укомплектовании                                |
| 01.09.1942 года | Забайкальский фронт   | -                    | -                                       | -                                          | на формировании и укомплектовании                                |
| 01.10.1942 года | Резерв Ставки ВГК     | -                    | 1-й бомбардировочный авиационный корпус | 263-я бомбардировочная авиационная дивизия | -                                                                |
| 01.11.1942 года | Резерв Ставки ВГК     | -                    | 1-й бомбардировочный авиационный корпус | 263-я бомбардировочная авиационная дивизия | в оперативном подчинении 3-й воздушной армии Калининского фронта |
| 01.12.1942 года | Калининский фронт     | 3-я воздушная армия] | 1-й бомбардировочный авиационный корпус | 263-я бомбардировочная авиационная дивизия | -                                                                |
| 01.01.1943 года | Калининский фронт     | 3-я воздушная армия] | 1-й бомбардировочный авиационный корпус | 263-я бомбардировочная авиационная дивизия | -                                                                |
| 01.02.1943 года | Волховский фронт      | 14-я воздушная армия | 1-й бомбардировочный авиационный корпус | 263-я бомбардировочная авиационная дивизия | -                                                                |
| 01.03.1943 года | Северо-Западный фронт | 6-я воздушная армия  | 1-й бомбардировочный авиационный корпус | 263-я бомбардировочная авиационная дивизия | -                                                                |

## Командиры
- Сеньков Михаил Иванович, майор (1904 - 23.06.1941). 23 июня 1941 г. не вернулся с боевого задания из района Инстербург, вероятно сбит истребителем противника.
- Рыбальченко Николай Андреевич, майор, подполковник (? - 09.02.1945)

## Известные люди, служившие в полку
Буланов Владимир Петрович (р. 19.02.1919), впоследствии генерал-лейтенант, главный штурман ВВС СССР.